# Cystodytes ramosus
Cystodytes ramosus är en sjöpungsart som beskrevs av Kott 1992. Cystodytes ramosus ingår i släktet Cystodytes och familjen Polycitoridae. Inga underarter finns listade i Catalogue of Life.